# Ty Miller
Pour les articles homonymes, voir Miller.
Ty Miller, né le 26 septembre 1964 à Los Angeles, est un acteur américain.

## Biographie
Ty Miller a étudié à l'université du Sud de la Californie. Il est surtout connu pour avoir tenu l'un des rôles principaux de la série télévisée L'Équipée du Poney Express. Il a également interprété des rôles récurrents dans les séries Hôtel et FBI : Portés disparus.

## Filmographie

### Cinéma
- 1988 : Terreur à Alcatraz : Marty
- 1994 : Trancers 4: Jack of Swords (en) : Prospero
- 1994 : Trancers 5: Sudden Deth (en) : Prospero

### Télévision
- 1987 : Quoi de neuf docteur ? (série télévisée, saison 3 épisodes 1 et 2) : Hadley Barnes
- 1987-1988 : Hôtel (série télévisée, 17 épisodes) : Eric Lloyd
- 1988 : Les Routes du paradis (série télévisée, saison 4 épisode 19) : Louis
- 1989-1992 : L'Équipée du Poney Express (série télévisée, 67 épisodes) : Le Kid
- 1994 : X-Files (série télévisée, saison 1 épisode Métamorphoses) : Lyle Parker
- 1994 : Melrose Place (série télévisée, saison 2 épisode 31) : Rob
- 2002-2008 : FBI : Portés disparus (série télévisée, 21 épisodes) : l'agent technicien du FBI
- 2005 : Nip/Tuck (série télévisée, saison 3 épisode 12) : le pilote de ligne